# Minivet de la Sonda
El minivet de la Sonda (Pericrocotus miniatus) és una espècie d'ocell de la família dels campefàgids (Campephagidae).

## Hàbitat i distribució
Habita els boscos de muntanya de Sumatra i Java.